# Ordre du sang

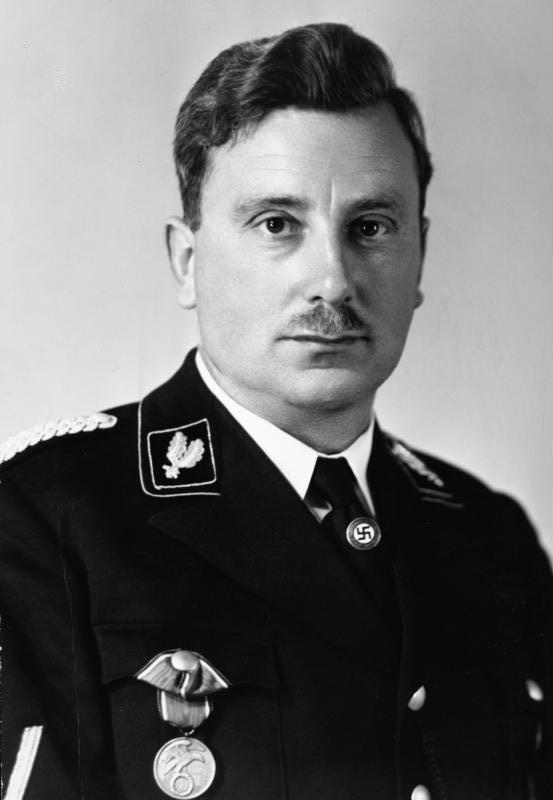
L'insigne de l'Ordre du sang était porté à droite, ici par Emil Maurice.

L'ordre du sang (en allemand, Medaille zur Erinnerung an den 9. November 1923 ou Blutorden) est une distinction du Troisième Reich, créée le 9 novembre 1933 pour commémorer le putsch de la Brasserie.

## Historique
Cette distinction fut décernée à partir de janvier 1932 aux participants du putsch ayant rejoint le NSDAP. Toutes les médailles sont numérotées et ont été attribuées avec parcimonie.
En mai 1938, au grand désarroi des participants du putsch, la médaille fut étendue aux personnes ayant :
- passé du temps en prison pour activités nazies avant 1933 ;
- reçu une sentence de mort commuée en emprisonnement à vie pour activités nazies avant 1933 ;
- été sévèrement blessées au service du Parti avant 1933.

Elle a pu également être décernée à d'autres personnes sur décision personnelle d'Adolf Hitler, son dernier bénéficiaire étant Reinhard Heydrich le 4 juin 1942, à titre posthume.

## Description
La médaille est en argent, avec à l'avers un aigle tenant une couronne de lauriers entre ses serres, dans laquelle figure la date 9 NOV. à l'intérieur et l'inscription MÜNCHEN 1923-1933 (« Munich 1923-1933 ») à droite.
Au revers, le Feldherrnhalle de Munich, une croix gammée et l'inscription UND IHR HABT DOCH GESIEGT (« et vous fûtes victorieux après tout »).
Contrairement à d'autres distinctions, le ruban était porté à droite sur la poitrine.

## Récipiendaires
- Deux femmes ont reçu cette distinction (une participante du putsch, Eleonore Baur, et une à titre posthume pour services rendus au parti[Qui ?]).
- Compte tenu du nombre de participants du putsch originaux, le nombre de distinctions à titre posthume remis d'après les extensions de 1938 (436) et les distinctions pour services rendus au Parti, le nombre total de récipiendaires avoisine les 6 000.
- Si un porteur de la médaille quittait le parti, la médaille devait être rendue.